# Joseph Nicolas Galland
Pour les articles homonymes, voir Galland.
Joseph Nicolas Galland, né le 18 avril 1738 à Lunéville dans le duché de Lorraine et mort le 26 février 1793 à Trèves dans l'électorat de Trèves dans le Saint-Empire est un député français du clergé aux États généraux de 1789.

## Biographie
Joseph Nicolas Galland est né le 18 avril 1738 à Lunéville dans le duché de Lorraine,.
Il est curé de Remenoville puis de Charmes à partir de 1772,,.
Le 31 mars 1789,, il est élu député du clergé du bailliage de Mirecourt aux États généraux,,. Il est le premier élu sur les deux députés du clergé de ce bailliage,,.
À l'Assemblée nationale constituante, il peut être classé à droite, parmi les aristocrates. Il refuse de prêter le serment à la constitution civile du clergé, et part en émigration dans le Saint-Empire, à Trèves, le 7 avril 1791.
Joseph Nicolas Galland meurt le 26 février 1793 à Trèves dans l'électorat de Trèves,.